# Большевик (Ейский район)
Большевик — посёлок в Ейском районе Краснодарского края. Входит в состав Трудового сельского поселения.

## География

### Улицы
- ул. Краснодарская,
- ул. Мира,
- ул. Мичурина,
- ул. Парковая,
- ул. Полевая,
- ул. Школьная.

## Население
| 2002 | 2010 |
| ---- | ---- |
| 297  | ↗300 |